# Nicholas Woodeson
Nicholas Woodeson (ur. 30 listopada 1949 w Anglii) – angielski aktor telewizyjny, teatralny i kinowy.
Kształcił się w Marlborough College, następnie studiował aktorstwo w Royal Academy of Dramatic Art. W filmach kinowych debiutował niewielką rolą w westernie Wrota niebios. Grał następnie w takich filmach jak Wydział Rosja, The Avengers, Topsy Turvy. Pojawił się na planie Raportu Pelikana i Skyfall. Od początku lat 80. regularnie występuje w produkcjach telewizyjnych. M.in. zagrał Ottona Hofmanna w Ostatecznym rozwiązaniu i Poscę w obu sezonach Rzymu. Jest także aktorem teatralnym, wielokrotnie występował w sztukach wystawianych na Broadwayu, został nagrodzony Drama Desk Award dla najlepszego aktora drugoplanowego.

## Wybrana filmografia
- 1980:  A Rumor of War (film TV)
- 1980: Here's Boomer (serial TV)
- 1980: Wrota niebios
- 1990: Wydział Rosja
- 1991: For the Greater Good (film TV)
- 1993: The Poetry Hall of Fame (film TV)
- 1993: Raport Pelikana
- 1995: The Last Englishman (film TV)
- 1997: Shooting Fish
- 1997: The Lodge
- 1997: The Man Who Knew Too Little
- 1998: The Avengers
- 1999: Dreaming of Joseph Lees
- 1999: Mad Cows
- 1999: Topsy-Turvy
- 2000: One of the Hollywood Ten
- 2001: EastEnders (serial TV)
- 2001: Ostateczne rozwiązanie (film TV)
- 2005: Rzym (serial TV)
- 2006: Głos wolności
- 2008: Poppy Shakespeare (film TV)
- 2008: Filth: The Mary Whitehouse Story (film TV)
- 2012: John Carter
- 2012: Skyfall
- 2017: Tabu (serial TV)[3]